# Acanthomyrmex concavus
Acanthomyrmex concavus är en myrart som beskrevs av Mark W. Moffett 1986. Acanthomyrmex concavus ingår i släktet Acanthomyrmex och familjen myror. Inga underarter finns listade i Catalogue of Life.

## Bildgalleri

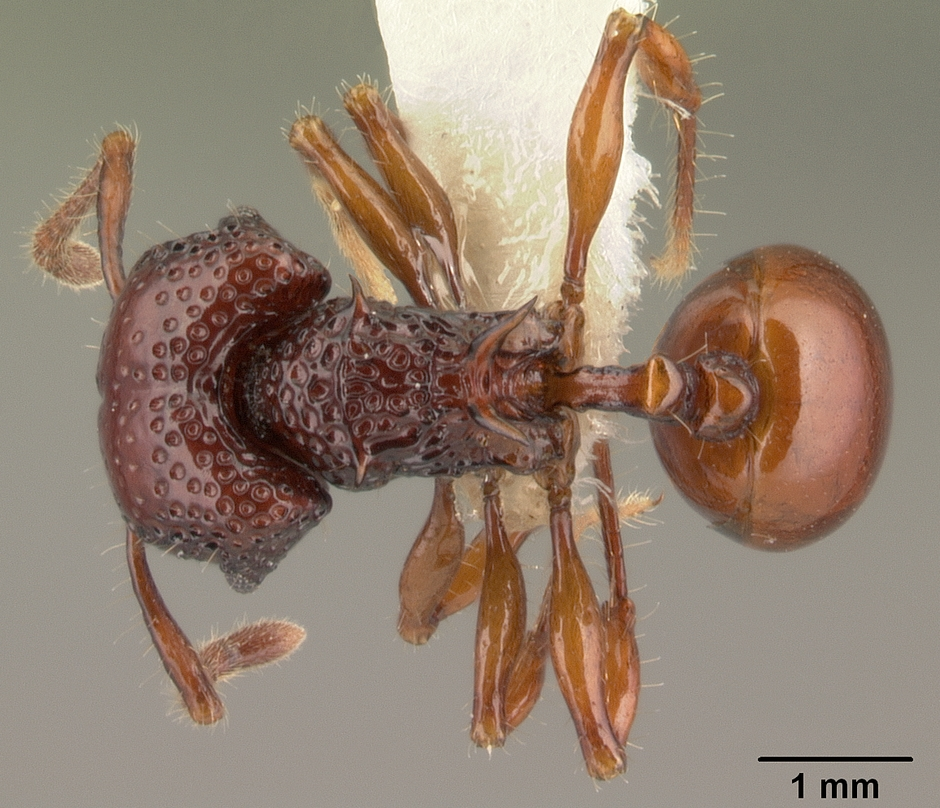
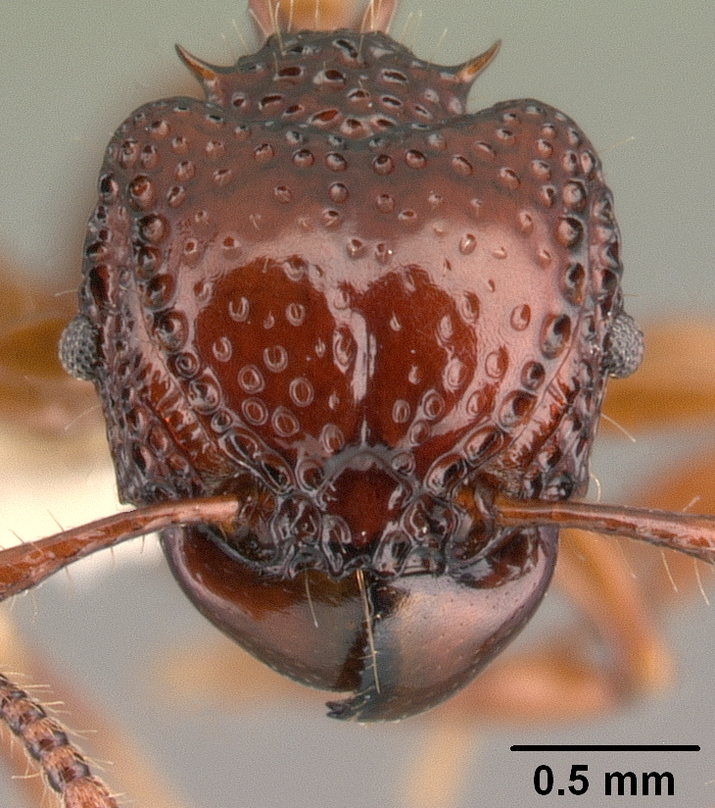
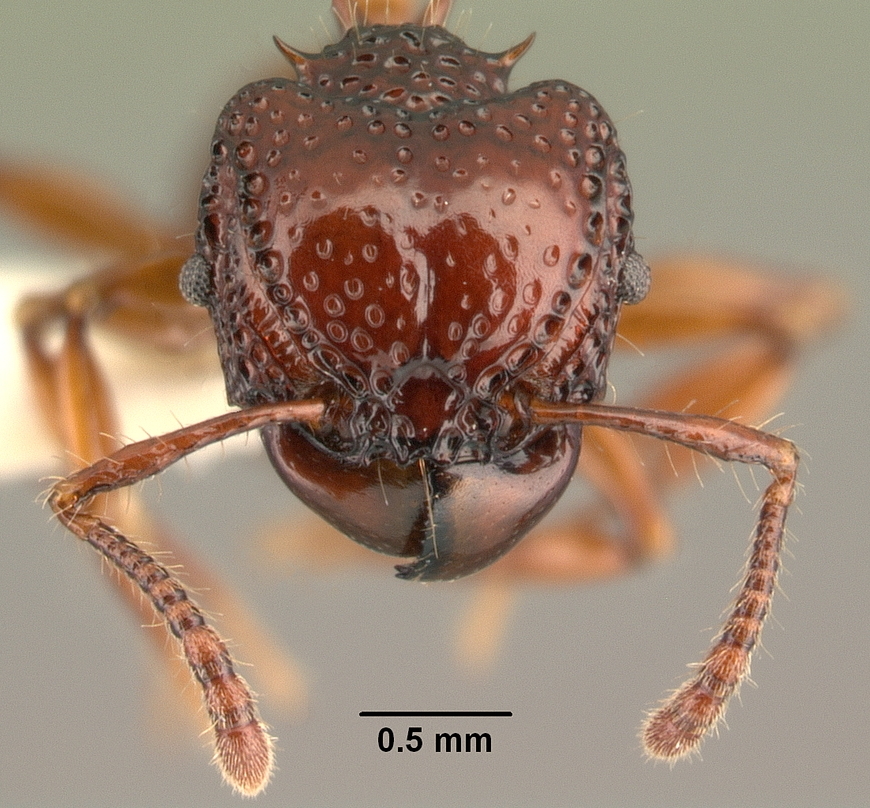
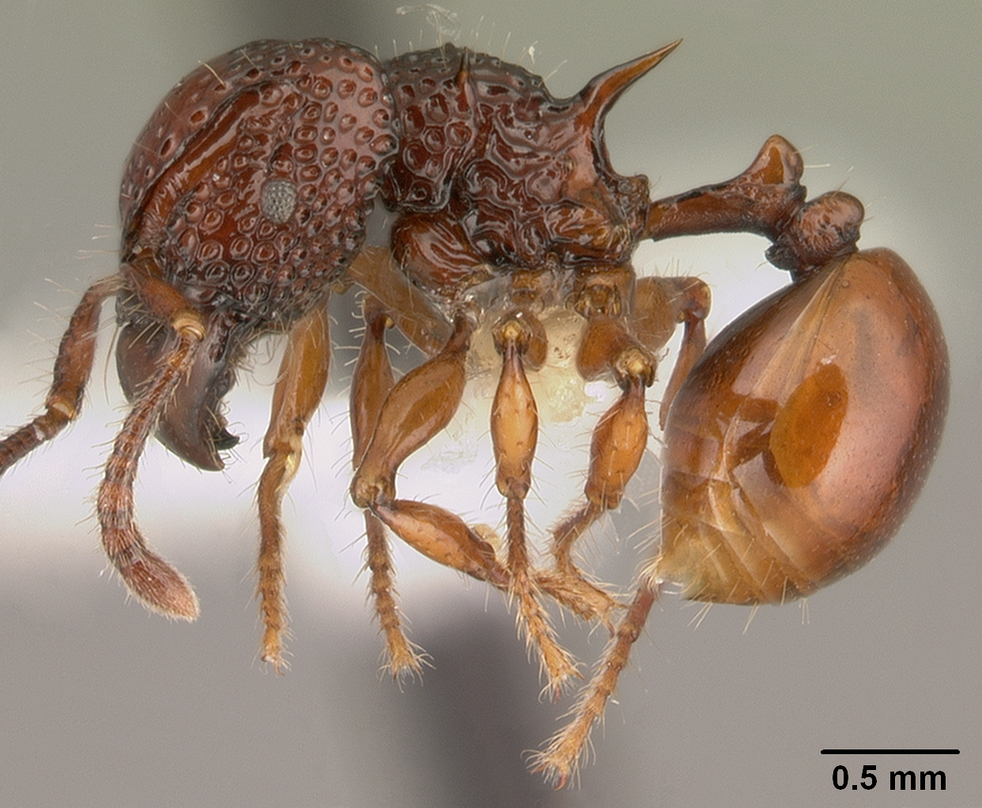
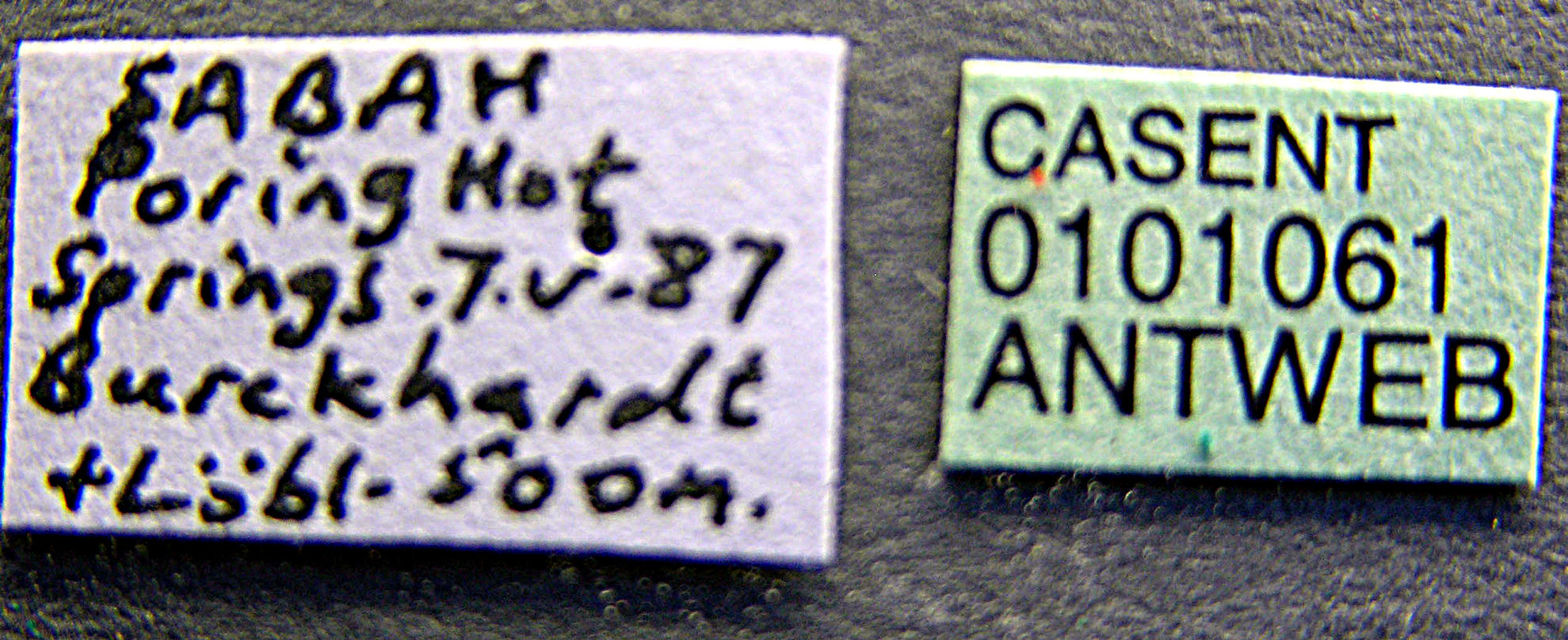